# Zimbabwe na Letních olympijských hrách 1980
Zimbabwe se účastnila Letní olympiády 1980 v Moskvě. Zastupovalo ji 42 sportovců (23 mužů a 19 žen) v 10 sportech.

## Medailisté
| Medaile | Jméno | Sport         | Soutěž     |
| ------- | --- | ------------- | ---------- |
| Zlato   | Sarah Englishová Maureen Georgeová Ann Grantová Susan Huggettová Patricia McKillopová Brenda Phillipsová Christine Prinslooová Sonia Robertsonová Anthea Stewartová Helen Volková Linda Watsonová Elizabeth Chaseová Sandra Chicková Gill Cowleyová Trish Daviesová Arlene Boxallová | Pozemní hokej | Turnaj žen |